# Terminalia zollingeri
Terminalia zollingeri är en tvåhjärtbladig växtart som beskrevs av Arthur Wallis Exell. Terminalia zollingeri ingår i släktet Terminalia och familjen Combretaceae. Inga underarter finns listade i Catalogue of Life.